# Гаврыш, Игорь Иванович
Игорь Иванович Гаврыш (род. 14 марта 1945 года, Москва) — виолончелист, музыкальный педагог, профессор Московской консерватории. Народный артист Российской Федерации (1994).

## Биография
Первые уроки музыки Гаврыш получил под руководством матери — пианистки-любительницы. В 1952 году начал заниматься у известного виолончелиста М. Хомицера. Четыре года спустя перешел в Центральную музыкальную школу при Московской консерватории, где попал в класс одного из крупнейших виолончелистов того времени, профессора С. Н. Кнушевицкого, под руководством которого окончил школу в 1963 году. В Московской консерватории Игорь Гаврыш занимался под руководством другого видного педагога — профессора Г. С. Козолуповой. Основной курс окончил с отличием в 1968 году, остался ещё на два года у Г. С. Козолуповой в ассистентуре-стажировке. Одновременно с 1968 года начал преподавать в Центральной музыкальной школе, в 1970 году перешёл на кафедру виолончели и контрабаса Московской консерватории. В 1993 году удостоен звания профессора.
Среди учеников Игоря Гаврыша — Г. Алумян, Т. Анисимова, Веселин Эмануилов (Болгария).
Неоднократно входил в члены жюри международных конкурсов виолончелистов. В 1994, 1998, 2002 и 2007 годах был членом жюри Международного конкурса имени П. И. Чайковского.
Как исполнитель ведёт концертную деятельность в России и за рубежом. Играет сольные программы, выступает совместно с другими музыкантами: народной артисткой России Л. Б. Тимофеевой (фортепиано), заслуженным артистом России А. А. Мельниковым (скрипка), заслуженной артисткой России Г. С. Ширинской (фортепиано), заслуженным деятелем искусств России Е. А. Колосовым (контрабас).

## Художественная карьера
В 1968 году участвовал в Международный конкурс виолончелистов в Будапеште. Он сразу выдвинулся в лидеры, а в финальном выступлении с оркестром убедительно подтвердил свое первенство. Даниил Шафран, член жюри конкурса, писал:

Исполнять концерт Дворжака трудно, потому что он звучит очень часто, музыканты знают каждую его ноту и сложившиеся десятилетиями традиции. Тем более свежо, интересно надо было его сыграть, чтобы выделиться не „утонуть“ в других исполнениях. И вот вышел молодой человек, который впервые играет концерт публично, и с первой ноты буквально покорил аудиторию. Это был большой заслуженный успех

Это мнение разделили и другие члены жюри: Игорь Гаврыш был удостоен первой премии.
В последующее годы артистическая деятельность Игоря Гаврыша становилась все более интенсивной. Он дал концерты в Москве, выступал на Кавказе, в Средней Азии, в Сибири, на Урале, в республиках Севера, гастролировал в Польше, Венгрии, ГДР, Болгарии, Италии, на Кубе, в Норвегии, в Швейцарии. Из года в год расширялся репертуар артиста: в который вошли концерты для виолончели с оркестром Гайдна, Шумана, Дворжака, Вивальди, «Вариации на тему рококо» Чайковского, сюиты Баха, сонаты Бетховена, Боккерини, Брамса и Шуберта, Рахманинова и Дебюсси, Бриттена и Хиндемита. С особым увлечением работал Гаврыш над произведениями советских композиторов. Ныне он по праву считается[кем?] одним из лучших интерпретаторов «Симфонии-концерта» Прокофьева, двух концертов Хачатуряна, «Первого концерта» Кабалевского и особенно произведений Шостаковича. В репертуаре артиста все сочинения Шостаковича, написанные для солирующей виолончели и для ансамблей с её участием.
В 1970 году Гаврыш стал лауреатом Конкурса имени Чайковского в Москве, а в 1971 с огромным успехом выступил на фестивале молодых исполнителей «Интерподиум» в Братиславе.

## Награды и премии
- 1988 — Заслуженный артист РСФСР
- 1994 — Народный артист Российской Федерации — за большие заслуги в области музыкального искусства[3].
- 1970 — Лауреат Международного конкурса им. П. И. Чайковского[2].
- 1968 — I премия международного конкурса в Будапеште[2].